# Òlòtūré
Òlòtūré ist ein nigerianischer Film des Regisseurs Kenneth Gyang aus dem Jahr 2019.

## Handlung
Die junge Journalistin Òlòtūré recherchiert undercover im Rotlichtmilieu von Lagos, um illegalen Frauenhandel nach Europa aufzudecken. Als vermeintliche Prostituierte Ehi gerät sie dabei immer wieder in gefährliche Situationen. Auf der Party eines nigerianischen Politikers wird sie unter Drogen gesetzt und vergewaltigt. Dennoch setzt sie ihre Recherchen fort und findet schließlich einen Menschenhändlerring, der sie nach Italien schmuggeln will. Als ihr Journalistenkollege Emeka den Ernst der Lage erkennt, macht er sich auf, sie aus den Fängen der Schmuggler zu befreien.

## Produktion
Das Drehbuch zu Òlòtūré basiert teils auf den Erlebnissen und Veröffentlichungen der nigerianischen Investigativjournalistin Tobore Ovuorie. Die Dreharbeiten fanden im November 2018 statt. Seine Premiere feierte der Film am 31. Oktober 2019 beim Carthage Film Festival in Tunesien. Veröffentlicht wurde er am 2. Oktober 2020 auf Netflix.

## Kritik
„Òlòtūré ist ein oft schwer zu ertragender Film, der nicht viel mit der Fließbandware zu tun hat, für die Nollywood sonst bekannt ist. Bis auf einige etwas hölzerne Dialoge zwischen den männlichen Darstellern entwickelt das Drama eine beklemmende Eindringlichkeit.“

## Auszeichnungen
Wenige Tage nach seiner Veröffentlichung rangierte Òlòtūré in den weltweiten Top-10 der meistgesehenen Spielfilme auf Netflix.